# Naadam

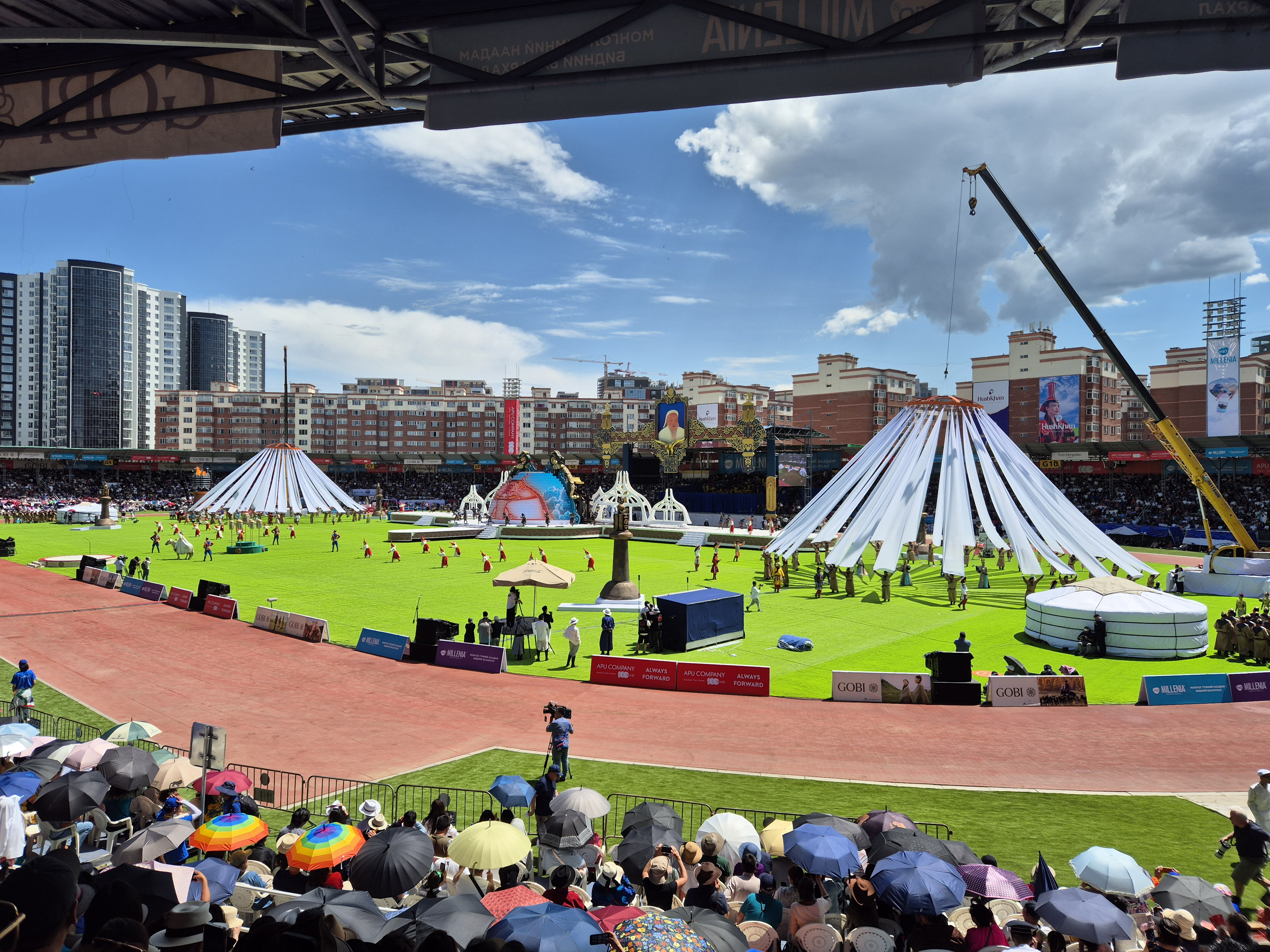
Cerimònia del Naadam el 2024

El Naadam (en mongol clàssic: ᠨᠠᠭᠠᠳᠤᠮ, en escriptura ciríl·lica: Наадам, Naɣadum, pronunciat [ˈnaːdəm]; o sigui literalment "jocs") és un festival tradicional de Mongòlia, també a la Mongòlia Interior i a Tuvà. L'esdeveninent es pot anomenar localment "erin gurvan naadam" (en alfabet ciríl·lic: эрийн гурван наадам), ço és "els tres jocs d'homes", unes proves que consisteixen a fer lluita mongola, corregudes de cavalls i tir amb arc, i que tenen lloc a tot el país durant les vacances d'estiu durant uns quants dies a partir de l'11 de juliol. Tot i que les dones poden participar actualment al tir amb arc i a les corregudes de cavalls no ho poden fer encara a la lluita mongola.
El 2010 el Naadam es va inscriure a la Llista Representativa del Patrimoni Cultural Immaterial de la Humanitat de la UNESCO.